# Dichrogaster crassa
Dichrogaster crassa är en stekelart som först beskrevs av Léon Abel Provancher 1882.  Dichrogaster crassa ingår i släktet Dichrogaster och familjen brokparasitsteklar. Inga underarter finns listade i Catalogue of Life.